# Grazymy
Grazymy (deutsch Grasnitz) ist ein Dorf in der polnischen Woiwodschaft Ermland-Masuren. Es gehört zur Gmina Gietrzwałd (Landgemeinde Dietrichswalde) im Powiat Olsztyński (Kreis Allenstein).

## Geographische Lage
Grazymy liegt im Westen der Woiwodschaft Ermland-Masuren, 13 Kilometer nordöstlich der früheren Kreisstadt Osterode in Ostpreußen (polnisch Ostróda) bzw. 23 Kilometer westlich der heutigen Kreismetropole Olsztyn (deutsch Allenstein).

## Geschichte

### Ortsgeschichte
Winrich von Kniprode, der Hochmeister des Deutschen Ordens, übertrug dem Pruzzen Jacob Peter Grasmin im Jahre 1352 das Gut Grasnitz, dessen Name daran erinnert. Es gehörte der Familie von Borcke bis 1725, als es in das Eigentum der Familie von der Groeben kam und um 1820 durch Heirat in den Besitz der Familie Stein von Kamienski (auch: „Stein von Kaminski“) gelangte. Diese Familie blieb Eigentümer bis 1945.
Am 7. Mai 1874 wurde Grasnitz Amtsdorf und damit namensgebend für einen Amtsbezirk im Kreis Osterode in Ostpreußen innerhalb des Regierungsbezirks Königsberg (1905 bis 1945 Regierungsbezirk Allenstein) in der preußischen Provinz Ostpreußen.
Der Gutsbezirk Grasnitz, zu dem die Ortsteile Dorotheental (polnisch Zaskwierki), Langgut (Łęguty), Mühle Langgut (Łęgucki Młyn), Lopkeim (Łopkajny) und Sdroiken (1938 bis 1945 Eulenwinkel, polnisch Zdrojek) gehörten, hatte im Jahre 1910 insgesamt 390 Einwohner. Ihre Zahl belief sich 1933 auf 395 und 1939 auf 387.
Mit dem gesamten südlichen Ostpreußen kam Grasnitz 1945 in Kriegsfolge zu Polen und erhielt die polnische Namensform „Grazymy“. Heute ist das Dorf eine Ortschaft im Verbund der Landgemeinde Gietrzwałd (Dietrichswalde) im Powiat Olsztyński (Kreis Allenstein), bis 1998 der Woiwodschaft Olsztyn, seither der Woiwodschaft Ermland-Masuren zugehörig. Im Jahre 2011 zählte Grazymy 158 Einwohner.

### Amtsbezirk Grasnitz (1874–1945)
Zum Amtsbezirk Grasnitz gehörten von 1874 bis 1945 drei Dörfer:
| Deutscher Name                | Polnischer Name |
| ----------------------------- | --------------- |
| Dlusken 1938–1945 Eulenwinkel | Dłużki          |
| Grasnitz                      | Grazymy         |
| Rapatten                      | Rapaty          |

## Kirche
Bis 1945 war Grasnitz in die evangelische Kirche Langgut in der Kirchenprovinz Ostpreußen der Kirche der Altpreußischen Union eingepfarrt. Auch heute gehört es zu ebendieser Kirche Łęguty, die jetzt eine Filialkirche von Ostróda (Osterode in Ostpreußen) in der Diözese Masuren der Evangelisch-Augsburgischen Kirche in Polen ist.
Die römisch-katholischen Einwohner von Grasnitz gehörten einst zur Pfarrkirche in Osterode in Ostpreußen, sind heute jedoch in die Pfarrei Biesal (Biessellen) im Erzbistum Ermland eingegliedert.

## Verkehr
Grazymy liegt unweit der Landesstraße 16 sowie der Woiwodschaftsstraße 531 und ist über Zdrojek (Sdroiken, 1938 bis 1945 Eulenwinkel) bzw. Łęguty (Langgut) direkt zu erreichen. Eine Anbindung an den Bahnverkehr besteht nicht.

## Persönlichkeiten

### Aus dem Ort gebürtig
- Georg Stein von Kamienski (* 23. Juli 1836 auf Gut Grasnitz; † 2. April 1921 ebenda), preußischer Gutsbesitzer und Fideikommissar auf Grasnitz sowie Politiker
- Gottfried Stein von Kamienski (* 21. Februar 1896 auf Grasnitz, † 24. April 1977 in Bonn), preußischer Verwaltungsjurist, Landrat, Kommendator des Johanniterordens